# Comunicaciones FC
Comunicaciones Fútbol Club Sociedad Anónima, zkráceně Comunicaciones FC, je guatemalský fotbalový klub ze Ciudad de Guatemala. 

## Historie
V roce 1924 byl založen klub Hospicio Nacional. V roce 1947 se přejmenoval na España FC.
V roce 1949 klub převzal ministr komunikací, pošt a telegrafů Carlos Aldana Sandoval. Barva dresů se změnila na krémovou, kterou v té době používala mexická América, takže tým získal přezdívku „Cremas“. Brzy se však dresy změnily na bílé.
Roku 1956 vyhráli poprvé ligu a od té doby ji vyhráli ještě mnohokrát.
V roce 1978 klub oficiálně vyhrál Pohár mistrů CONCACAF, ale ve skutečnosti vyhrál jen středoamerickou část a za celkové vítěze byly prohlášeni i vítězové severoamerického a karibského regionu, protože finálová část se neodehrála. Tým byl předtím ve finále Poháru mistrů v letech 1962 a 1969.

## Úspěchy
- Guatemalská liga (30): 1956, 1957–58, 1959–60, 1968–69, 1970–71, 1971, 1972, 1977, 1979–80, 1981, 1982, 1985–86, 1990–91, 1994–95, 1996–97, 1997–98, 1998–99, 1999 Apertura, 2001 Clausura, 2002 Apertura, 2003 Clausura, 2008 Apertura, 2010 Apertura, 2011 Clausura, 2012 Apertura, 2013 Clausura, 2013 Apertura, 2014 Clausura, 2014 Apertura, 2015 Clausura
- Guatemalský pohár (8): 1951–52, 1955, 1970, 1972, 1983, 1986, 1991–92, 2009
- Pohár mistrů CONCACAF (1): 1978 (společně s dalšími 2 týmy)
- UNCAF Interclub Cup (2): 1971, 1983